# Мустадрак аль-Хакима
Мустадрак аль-Хакима (араб. مستدرك الحاكم‎) или аль-Мустадрак ’аля ас-Сахихайн (араб. المستدرك على الصحيحين‎) — сборник хадисов, мусульманских преданий о жизни и деятельности пророка Мухаммеда, собранный хафизом, «шейхом мухаддисов» аль-Хакимом ан-Найсабури.

## Автор
Аль-Хаким родился в третий понедельник месяца Раби аль-авваль в 321 году по мусульманскому календарю (933 г.) в городе Нишапур (араб. «Найсабур», от чего и получил такую нисбу).
Начальное обучение мусульманским наукам аль-Хаким получил в Нишапуре, затем, когда ему исполняется двадцать лет, отправляется на земли Ирака. В общем счёте аль-Хаким обучался у немногим более тысячи шейхов в Хорасане, Ираке, Мавераннахре. Аль-Хаким передавал хадисы от своего отца, который встречался с Муслимом ибн аль-Хаджжаджем; от Абу Али ан-Найсабури, Исмаила ибн Мухаммада аш-Шаарани, Абу Тахира аз-Зияди и других.
От аль-Хакима передавали хадисы ад-Даракутни, который был его учеником, Абу Бакр аль-Байхаки, аш-Ширази и многие другие.

## Описание книги
«Мустадрак» является сборником, в котором аль-Хаким ан-Найсабури собрал хадисы, которые, по его мнению, соответствуют критериям достоверности у аль-Бухари и Муслима, о чём свидетельствует само название книги — аль-Мустадрак аля ас-Сахихайн (рус. Дополнение к двум «Сахихам» аль-Бухари и Муслима). Однако аль-Хаким был известен своим «лёгким» отношением к достоверности хадисов, и в «Мустадраке» встречаются хадисы, которые не соответствуют критериям ни аль-Бухари, ни Муслима. По словам аз-Захаби, такие хадисы составляют около четверти сборника (среди них есть даже подложные, мауду’ хадисы). Некоторые исследователи связывали это с тем, что «Мустадрак» был записан аль-Хакимом в преклонном возрасте.

## Рукописи
Известно несколько рукописей «Мустадрака»:
- Рукопись в Египетской национальной библиотеке (Каир) в двух частях (218 и 292 страниц соответственно) под № 443 (микрофильм № 15747). Записан в 1045 году хиджры.
- Рукопись в Египетской национальной библиотеке, от которой сохранилась лишь вторая часть (301 страница), под № 617. Записан в 811 году хиджры.
- Рукопись в Египетской национальной библиотеке, от которой сохранился последний том (199 страниц), под № 29249 (микрофильм № 23488). Записан в 727 году хиджры.
- Рукопись дополнения аз-Захаби к «Мустадраку» аль-Хакима, от которой сохранилась вторая часть (346 страниц), под № 444 (микрофильм № 11846). Записан в 724 году хиджры.
- Рукописные копии варианта изданного в Индии (Хайдарабад), которые хранятся в частных библиотеках.